# Arctodium discolor
Arctodium discolor är en skalbaggsart som beskrevs av Wilhelm Ferdinand Erichson 1835. Arctodium discolor ingår i släktet Arctodium och familjen Glaphyridae. Inga underarter finns listade.